# Derrick Rose
Derrick Martell Rose Sr. (ur. 4 października 1988 w Chicago) – amerykański zawodowy koszykarz, występujący na pozycji rozgrywającego, dwukrotny mistrz świata.
Karierę koszykarską rozpoczynał podczas nauki w szkole średniej Simeon Career Academy, z której drużyną koszykarską dwukrotnie zdobywał mistrzostwo stanu. W 2007 wystąpił w meczu gwiazd amerykańskich szkół średnich – McDonald’s All-American.
W 2007 podpisał list intencyjny uniwersytetu Memphis, stając się tym samym zawodnikiem ich zespołu. Wraz z drużyną Tigers awansował do finału rozgrywek akademickich, gdzie jednak przegrali z drużyną koszykarską uniwersytetu Kansas. Po roku studiów postanowił zgłosić się do draftu NBA, w którym to został wybrany z pierwszym numerem przez Chicago Bulls.
Podczas pierwszych rozgrywek w zawodowej karierze, Rose został wybrany debiutantem roku, a także wybrano go do najlepszego składu pierwszoroczniaków. W kolejnym sezonie po raz pierwszy w karierze został wybrany do meczu gwiazd NBA, oraz został powołany do reprezentacji Stanów Zjednoczonych na Mistrzostwa Świata 2010.

## Dzieciństwo
Matka, Brenda Rose, wychowała go samotnie. Derrick ma trzech starszych braci i dorastał w najgorszej dzielnicy Chicago – Englewood. Od dziecka kibicował Chicago Bulls, a jego idolem jest Michael Jordan.

## Kariera

### High School
Derrick Rose poprowadził swój zespół z liceum Simeon Career Academy do dwóch mistrzostw stanowych z rzędu, tym samym jego zespół stał się pierwszym w historii okręgu Chicago, który tego dokonał. Zagrał w meczu Jordan Brand oraz McDonald’s All-American, który uważany jest za All-Star Game młodych koszykarzy z liceum. Rose reprezentował także zespół USA w Nike Hoop Summit.

### College
W swoim jedynym sezonie na uniwersytecie, poprowadził swój zespół do pierwszego miejsca po sezonie regularnym dzięki czemu Uniwersytet Memphis, był rozstawiony z numerem 1. Szybko przeszli przez Sweet 16, by w Final Four awansować do finału, gdzie musieli uznać wyższość drużyny z Kansas po dogrywce 75:68.

### NBA
25 maja 2008 zdeklarował się przystąpić do draftu NBA. Został wybrany z numerem pierwszym przez Chicago Bulls.
W 2009 roku wygrał konkurs Skills Challenge i tym samym został najwszechstronniejszym rozgrywającym NBA. Na koniec sezonu 2008–09 został wybrany debiutantem roku. W swoim debiucie w meczu fazy playoff zdobył 36 punktów i wyrównał rekord Kareema Abdul-Jabbara pod względem najwyższej zdobyczy punktowej w debiutanckim meczu playoff.
17 stycznia 2011, w meczu przeciwko Memphis Grizzlies zdobył swoje pierwsze w karierze triple-double, zdobywając 22 punkty, 10 zbiórek i 12 asyst w ciągu 40 minut gry.
17 lutego 2011, w meczu przeciwko San Antonio Spurs, rozgrywający Byków, zdobywając 42 punktów, ustanowił swój nowy rekord kariery.
6 maja 2011, w meczu przeciwko Atlanta Hawks zdobył 44 punkty, czym ustanowił swój rekord w liczbie zdobytych punktów podczas playoffów.
3 maja 2011 został wybrany MVP sezonu zasadniczego 2010/2011. Tym samym stał się najmłodszym zawodnikiem, który odebrał tę nagrodę, a zarazem pierwszym od 1998 roku graczem Bulls.
29 kwietnia 2012, w meczu nr 1 fazy play-off, przeciwko Philadelphia 76ers, Rose doznał poważnej kontuzji – zerwał więzadło krzyżowe w lewej nodze. Do gry wrócił na początku sezonu 2013/2014, lecz kilka tygodni po powrocie, 22 listopada 2013 roku, doznał kolejnego urazu. Tym razem uszkodził łąkotkę w prawym kolanie.
25 lipca 2017 podpisał umowę z Cleveland Cavaliers. 8 lutego 2018 trafił do Utah Jazz w wyniku wymiany z udziałem trzech drużyn (Jazz, Cavaliers, Kings). 2 dni później został zwolniony. 8 marca zawarł kontrakt do końca sezonu z Minnesotą Timberwolves.
31 października 2018, podczas swojego pierwszego spotkania sezonu jako gracz pierwszej piątki, zdobył 50 punktów w wygranym 128–125 spotkaniu między Timberwolves a Utah Jazz, ustanawiając tym samym nowy rekord kariery.
6 lipca 2019 został zawodnikiem Detroit Pistons.
8 stycznia 2021 został zawodnikiem New York Knicks.
3 lipca 2023 podpisał kontrakt z Memphis Grizzlies.
26 września 2024 ogłosił zakończenie kariery sportowej.

## Osiągnięcia

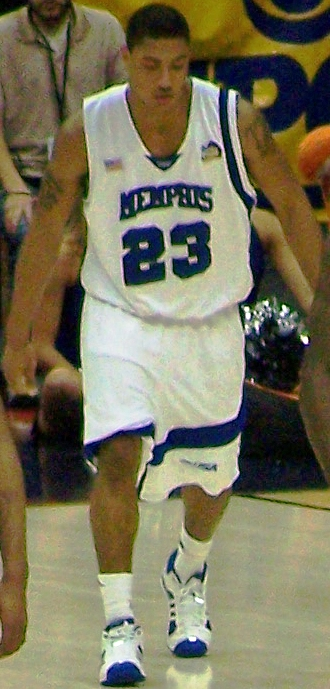
Rose w barwach Memphis Tigers.

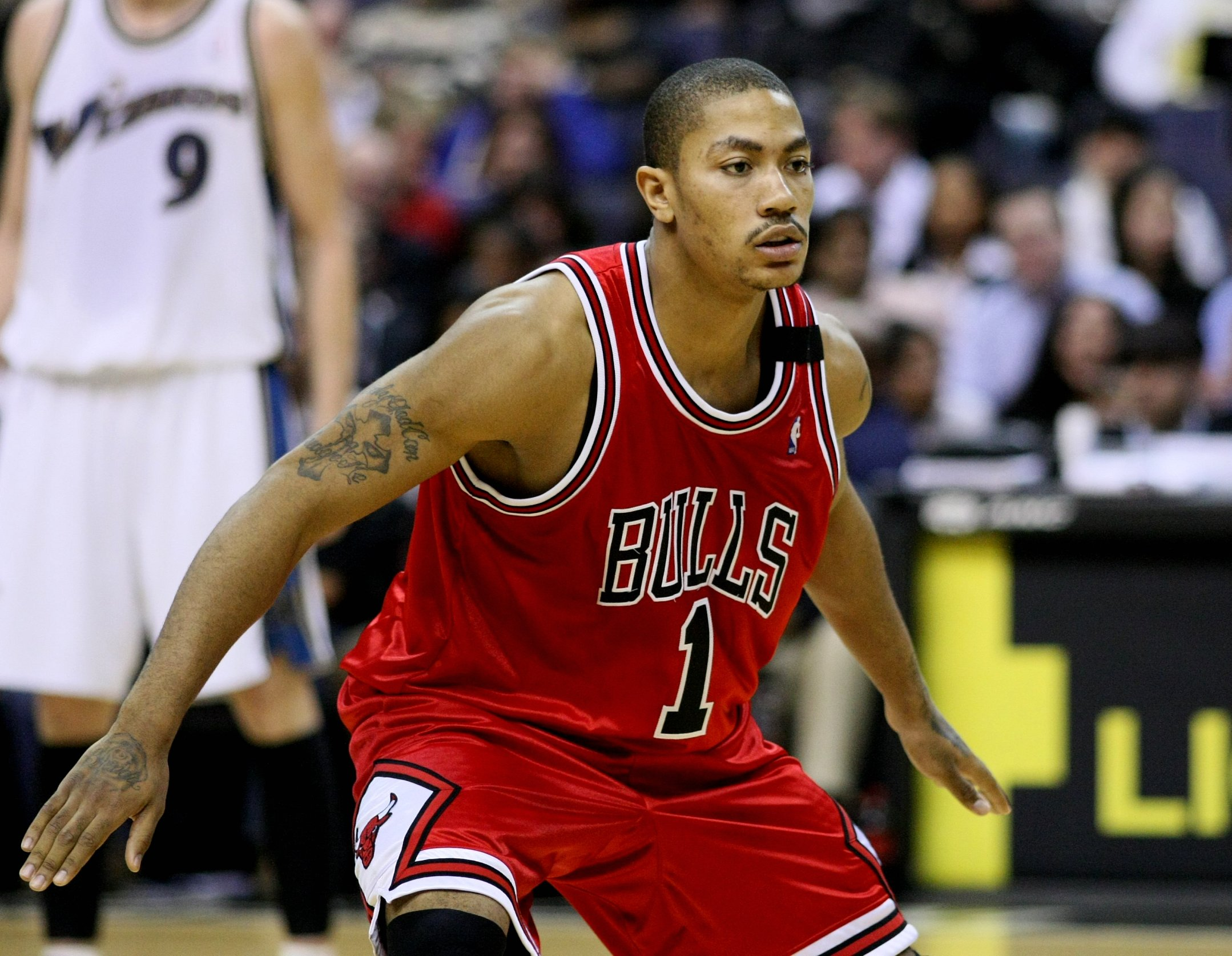
Rose w sezonie debiutanckim.

Stan na 9 lutego 2021, na podstawie, o ile nie zaznaczono inaczej.

### NCAA
- Wicemistrz NCAA (2008)*
- Mistrz:
  - turnieju konferencji USA (2008)*
  - sezonu zasadniczego konferencji USA (2008)*
- Najlepszy pierwszoroczny zawodnik konferencji C-USA (2008)
- MVP turnieju Coaches vs. Classic Memphis Regional (2008)
- Zaliczony do:
  - I składu:
    - NCAA Final Four (2008)[25]
    - debiutantów C-USA (2008)
    - C-USA (2008)
    - turnieju:
      - C-USA (2008)
      - Coaches vs. Classic (2008)

  - III składu All-American (2008 przez AP, NABC)

### NBA
- MVP sezonu (2011)[26]
- Debiutant roku (2009)[27]
- Laureat nagrody – House of Highlights Moment of the Year (2019)[28]
- Zwycięzca konkursu Skills Challenge (2009)
- Uczestnik:
  - meczu gwiazd NBA (2010–2012)
  - Rising Stars Challenge (2009)
  - Skills Challenge (2009, 2011)
- Zaliczony do:
  - I składu:
    - NBA (2011)
    - debiutantów (2009)[29]
- Zawodnik:
  - miesiąca (kwiecień 2010, marzec 2011)
  - tygodnia (4.01.2010, 15.11.2010, 18.01.2011, 16.01.2012, 5.03.2012)
- Debiutant miesiąca (listopad 2008, grudzień 2008, marzec 2009)
- Powołany do udziału w konkursie Skills Challenge (2020 – nie wystąpił z powodu kontuzji)[30]

### Reprezentacja
- Mistrz świata (2010, 2014)

(*) – osiągnięcia anulowane przez NCAA

## Statystyki
Na podstawie.

### Sezon regularny
| Sezon   | Drużyna   | M   | S5  | MPG  | FG%   | 3P%   | FT%   | RPG | APG | SPG | BPG | PPG  |
| ------- | --------- | --- | --- | ---- | ----- | ----- | ----- | --- | --- | --- | --- | ---- |
| 2008/09 | Chicago   | 81  | 80  | 37,0 | 47,5% | 22,2% | 78,8% | 3,9 | 6,3 | 0,8 | 0,2 | 16,8 |
| 2009/10 | Chicago   | 78  | 78  | 36,8 | 48,9% | 26,7% | 76,6% | 3,8 | 6,0 | 0,7 | 0,3 | 20,8 |
| 2010/11 | Chicago   | 81  | 81  | 37,4 | 44,5% | 33,2% | 85,8% | 4,1 | 7,7 | 1,0 | 0,6 | 25,0 |
| 2011/12 | Chicago   | 39  | 39  | 35,3 | 43,5% | 31,2% | 81,2% | 3,4 | 7,9 | 0,9 | 0,7 | 21,8 |
| 2013/14 | Chicago   | 10  | 10  | 31,1 | 35,4% | 34,0% | 84,4% | 3,2 | 4,3 | 0,5 | 0,1 | 15,9 |
| 2014/15 | Chicago   | 51  | 51  | 30,0 | 40,5% | 28,0% | 81,3% | 3,2 | 4,9 | 0,7 | 0,3 | 17,7 |
| 2015/16 | Chicago   | 66  | 66  | 31,8 | 42,7% | 29,3% | 79,3% | 3,4 | 4,7 | 0,7 | 0,2 | 16,4 |
| 2016/17 | New York  | 64  | 64  | 32,5 | 47,1% | 21,7% | 87,4% | 3,8 | 4,4 | 0,7 | 0,3 | 18,0 |
| 2017/18 | Cleveland | 16  | 7   | 19,3 | 43,9% | 25,0% | 85,4% | 1,8 | 1,6 | 0,2 | 0,3 | 9,8  |
| 2017/18 | Minnesota | 9   | 0   | 12,4 | 42,6% | 16,7% | 100%  | 0,7 | 1,2 | 0,4 | 0,0 | 5,8  |
| 2018/19 | Minnesota | 51  | 13  | 27,3 | 48,2% | 37,0% | 85,6% | 2,7 | 4,3 | 0,6 | 0,2 | 18,0 |
| 2019/20 | Detroit   | 50  | 15  | 26,0 | 49,0% | 30,6% | 87,1% | 2,4 | 5,6 | 0,8 | 0,3 | 18,1 |
| 2020/21 | Detroit   | 15  | 0   | 22,8 | 42,9% | 33,3% | 84,0% | 1,9 | 4,2 | 1,2 | 0,3 | 14,2 |
| 2020/21 | New York  | 35  | 3   | 26,8 | 48,7% | 41,1% | 88,3% | 2,9 | 4,2 | 0,9 | 0,4 | 14,9 |
| 2021/22 | New York  | 26  | 4   | 24,5 | 44,5% | 40,2% | 96,8% | 3,0 | 4,0 | 0,8 | 0,5 | 12,0 |
| 2022/23 | New York  | 27  | 0   | 12,5 | 38,4% | 30,2% | 91,7% | 1,5 | 1,7 | 0,3 | 0,2 | 5,6  |
| 2023/24 | Memphis   | 24  | 7   | 16,6 | 46,1% | 36,6% | 88,9% | 1,9 | 3,3 | 0,3 | 0,1 | 8,0  |
| Razem   |           | 723 | 518 | 30,5 | 45,6% | 31,6% | 83,1% | 3,2 | 5,2 | 0,7 | 0,3 | 17,4 |

### Play-offy
| Sezon | Drużyna   | M  | S5 | MPG  | FG%   | 3P%   | FT%   | RPG | APG | SPG | BPG | PPG  |
| ----- | --------- | -- | -- | ---- | ----- | ----- | ----- | --- | --- | --- | --- | ---- |
| 2009  | Chicago   | 7  | 7  | 44,7 | 49,2% | 0,0%  | 80,0% | 6,3 | 6,4 | 0,6 | 0,7 | 19,7 |
| 2010  | Chicago   | 5  | 5  | 42,4 | 45,6% | 33,3% | 81,8% | 3,4 | 7,2 | 0,8 | 0,0 | 26,8 |
| 2011  | Chicago   | 16 | 16 | 40,6 | 39,6% | 24,8% | 82,8% | 4,3 | 7,7 | 1,4 | 0,7 | 27,1 |
| 2012  | Chicago   | 1  | 1  | 37,0 | 39,1% | 50,0% | 100%  | 9,0 | 9,0 | 1,0 | 1,0 | 23,0 |
| 2015  | Chicago   | 12 | 12 | 37,8 | 39,6% | 34,8% | 89,7% | 4,8 | 6,5 | 1,2 | 0,5 | 20,3 |
| 2018  | Minnesota | 5  | 0  | 23,8 | 50,9% | 70,0% | 85,7% | 1,8 | 2,6 | 0,4 | 0,0 | 14,2 |
| 2021  | New York  | 5  | 3  | 35,0 | 47,6% | 47,1% | 100%  | 4,0 | 5,0 | 0,4 | 0,2 | 19,4 |
| 2023  | New York  | 1  | 0  | 3,0  | 0,0%  | 0,0%  | –     | 0,0 | 1,0 | 0,0 | 0,0 | 0,0  |
| Razem |           | 52 | 44 | 37,7 | 42,6% | 32,2% | 84,5% | 4,3 | 6,3 | 0,9 | 0,5 | 21,9 |